# Castelginest
Castelginest – miejscowość i gmina we Francji, w regionie Oksytania, w departamencie Górna Garonna.
Według danych na rok 1990 gminę zamieszkiwało 6757 osób, a gęstość zaludnienia wynosiła 833 osób/km² (wśród 3020 gmin regionu Midi-Pireneje Castelginest plasuje się na 46. miejscu pod względem liczby ludności, natomiast pod względem powierzchni na miejscu 1238.).

## Zabytki

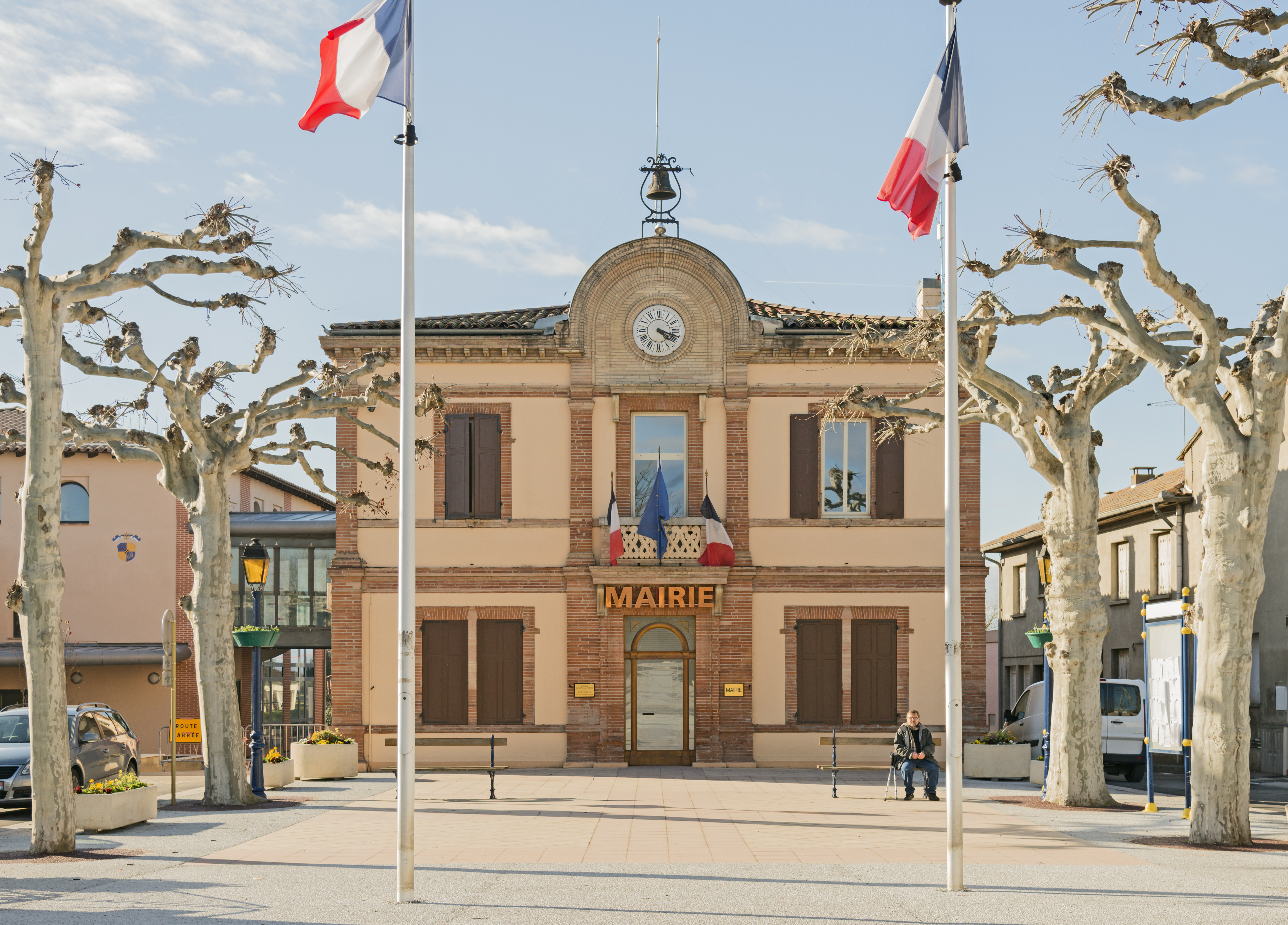
Ratusz.
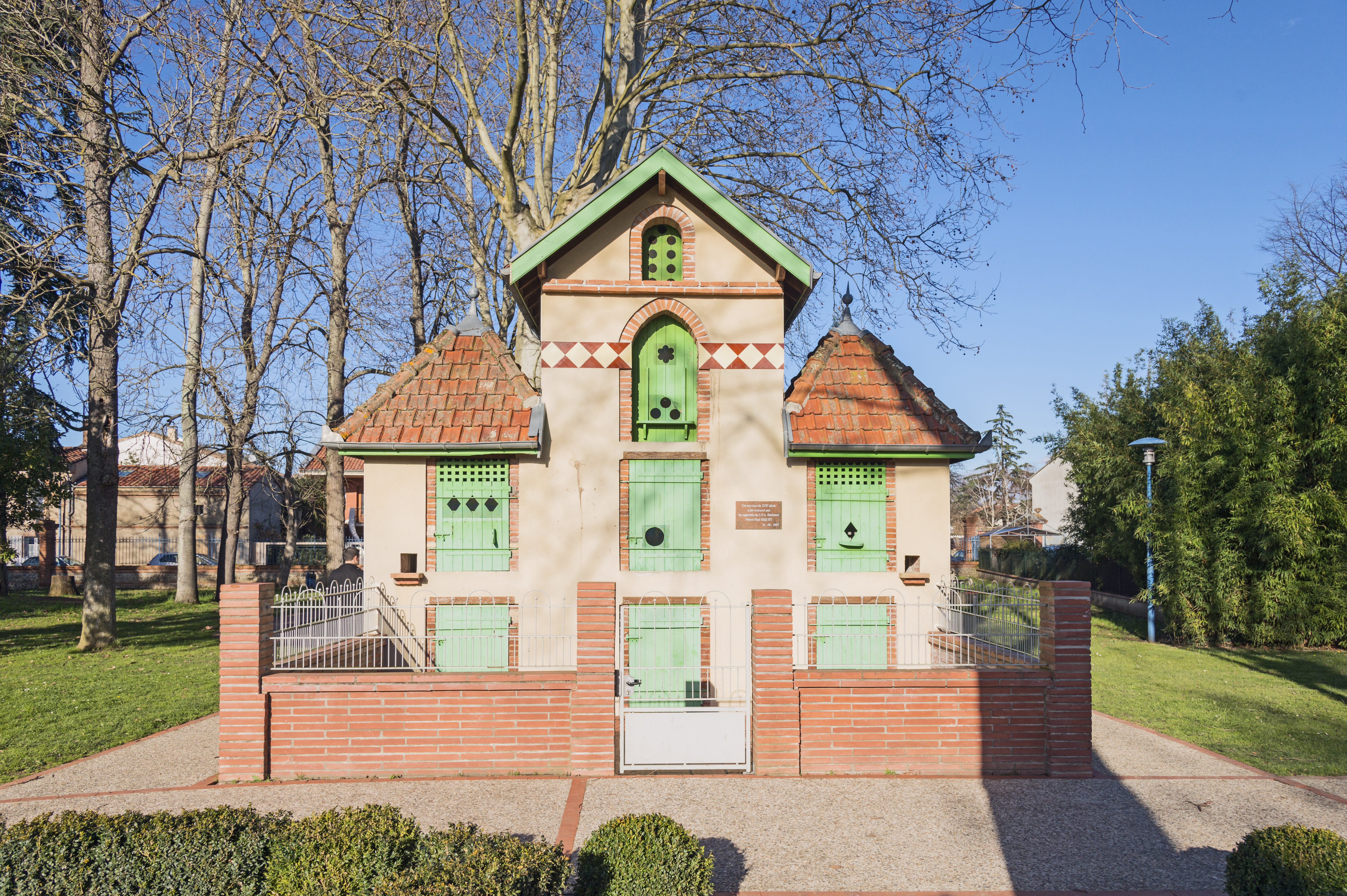
Gołębnik.
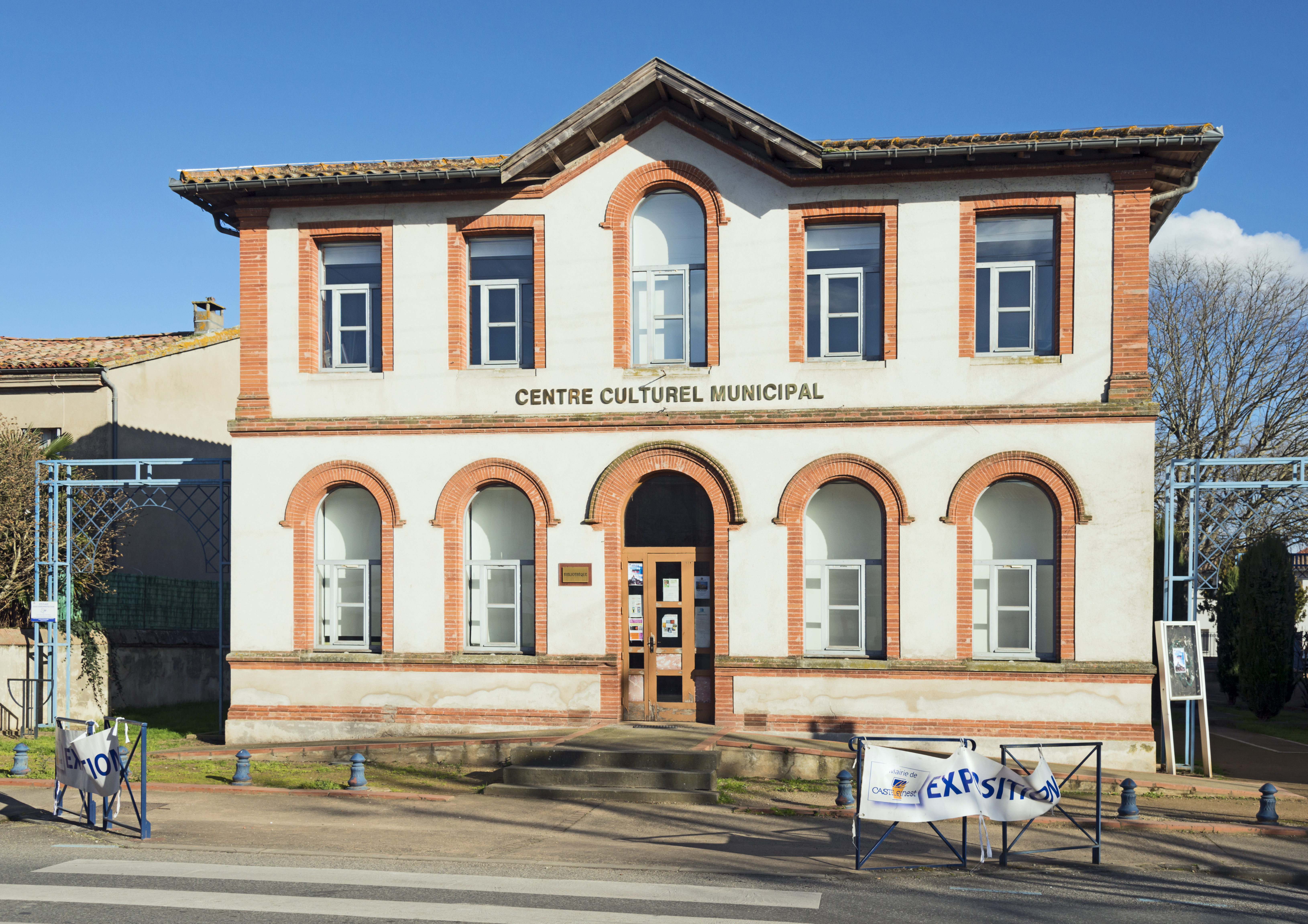
Miejskie Centrum Kultury.
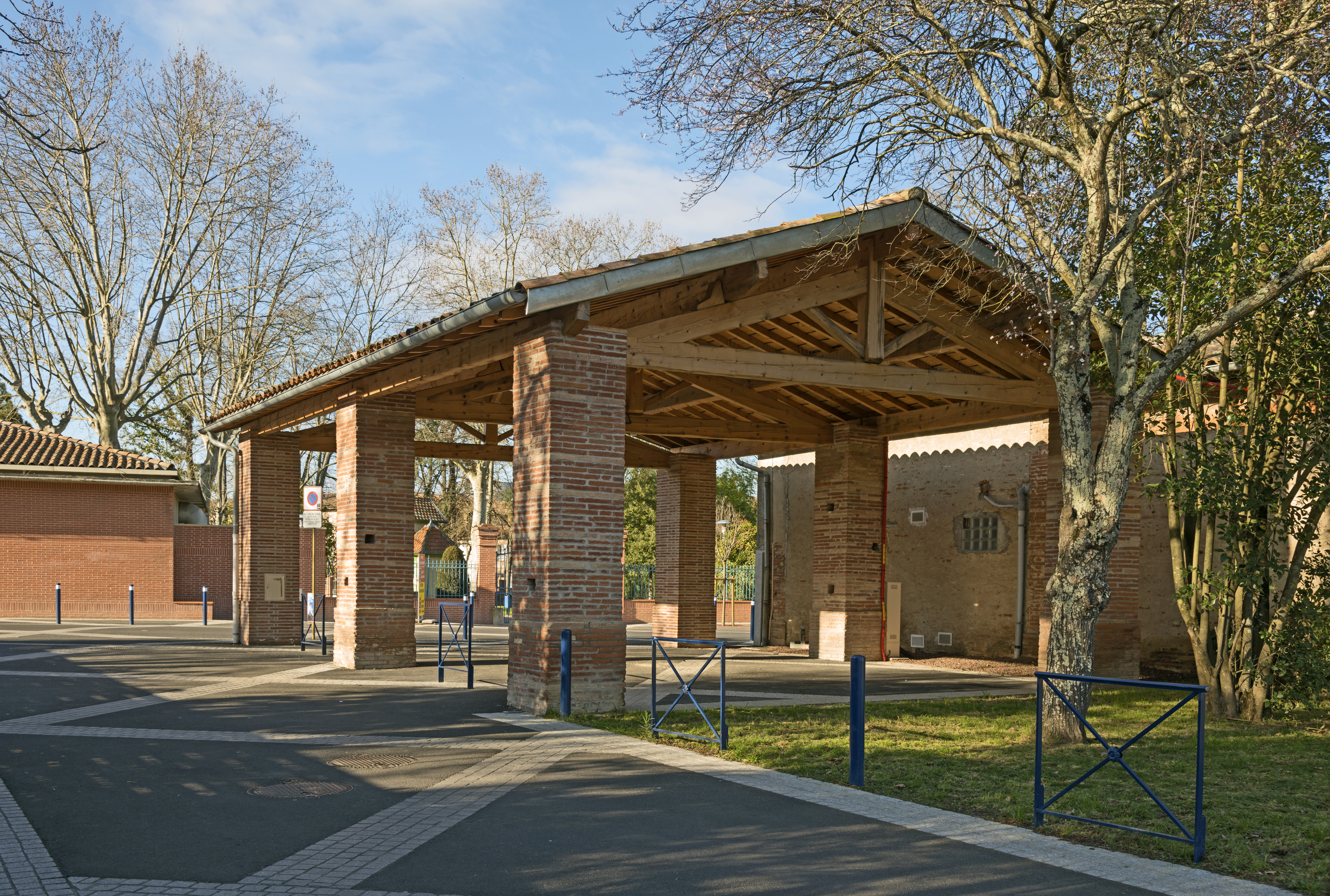
Hali Targowej.
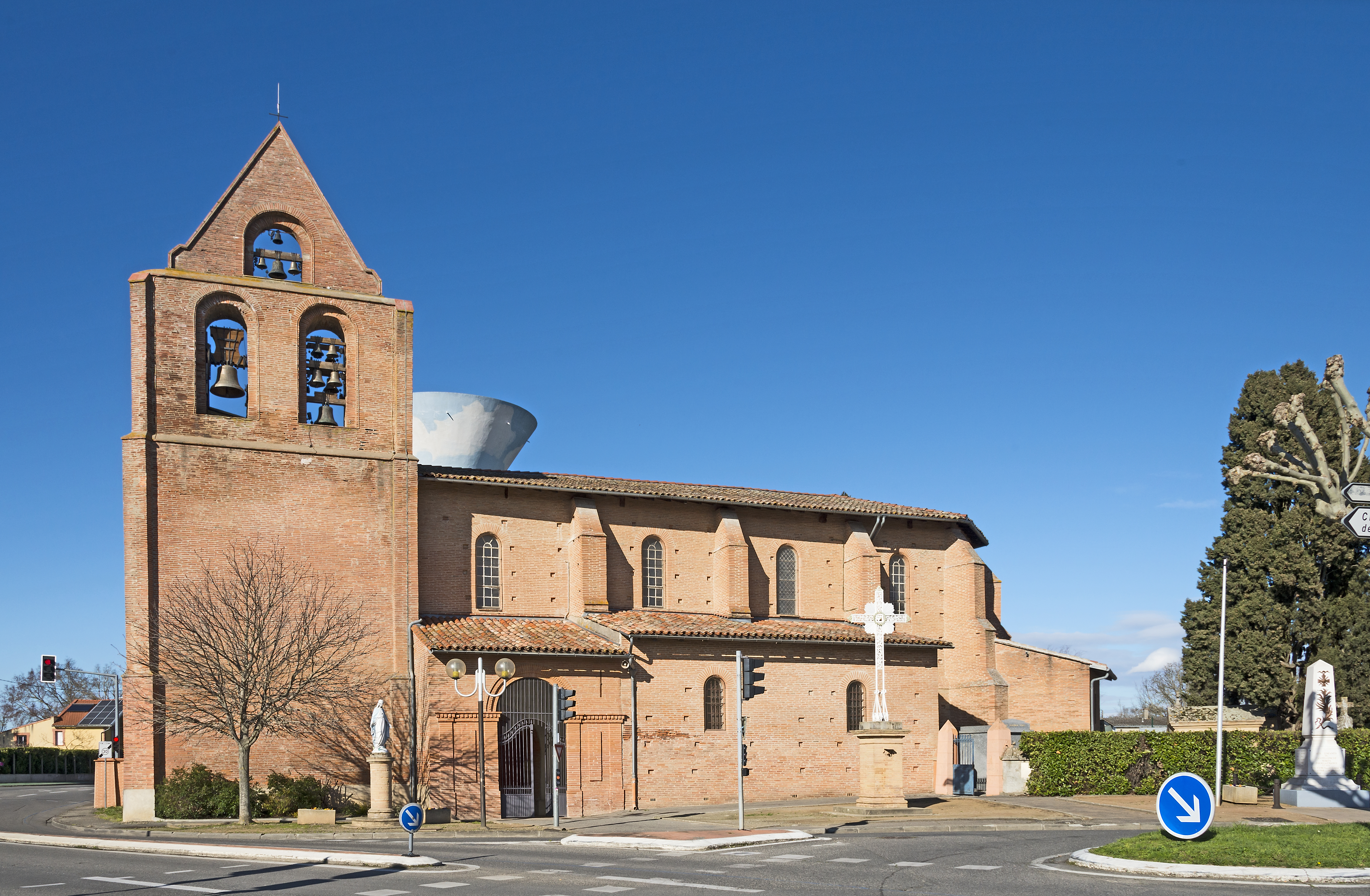
Kościół Saint-Étienne
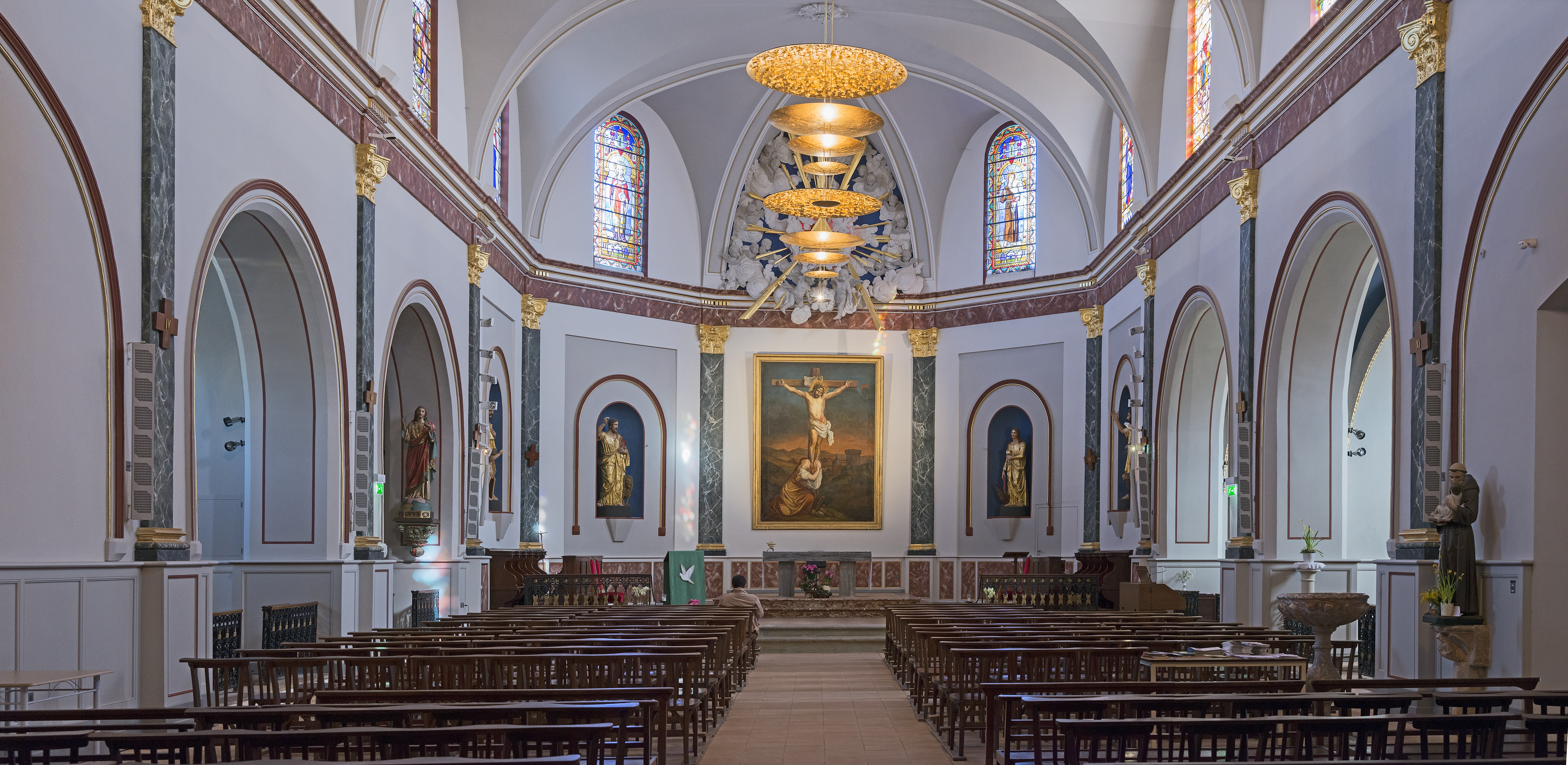